# Tsintaosaure
El tsintaosaure (Tsintaosaurus, "rèptil de Tsingtao") és un gènere representat per una única espècie (Tsintaosaurus spinorhinus) de dinosaure ornitisqui hadrosàurid, que va viure a finals del període Cretaci, fa uns 70 milions d'anys, al Maastrichtià, en el que actualment és Àsia. Les seves restes fòssils s'han trobat a la província Xina de Shandong. El tsintaosaure mesurava fins a 10 metres de longitud i al voltant de 3,6 d'alçada, i podia arribar a pesar 3 tones. Tenia la boca plena de dents apropiades per a esmicolar la vegetació de la qual s'alimentava. Les seves mans presentaven quatre dits i tenia una llarga cua. Aquest dinosaure caminava sobre les quatre potes, encara que podia aturar-se i recolzar-se sobre les dues potes del darrere per a menjar i vigilar l'entorn a l'aguait de predadors.
Es creu que habitava en un ambient lacustre i, probablement, vivia en ramats. En un principi els investigadors van col·locar una pua en forma de banya sobre el seu front de manera perpendicular al crani. El tsintaosaure és conegut com el "dinosaure unicorn", tot i que encara hi ha dubtes de per a què servia el corn. També es creu que tenia una espècie de vela, sostinguda per la banya. Probablement podria haver sigut emprada durant el seguici, per trobar una femella, o com a caixa de so per a produir sons, com la del famós Parasaurolophus. Temps després es va corregir l'error, deixant obsoleta l'antiga imatge de  Tsintaosaurus . Tsintaosaurus va ser anomenat l'any 1958 en honor de la ciutat de Tsingao, dins de la província de Shandong, Xina, on va ser trobat. L'espècie tipus és  T. spinorhinus , descrita per primera vegada per C. C. Young.
Tsintaosaurus pot formar un clade dins els lambeosaurins conjuntament amb els gèneres europeus  Pararhabdodon  i  koutalisaure .

## Galeria

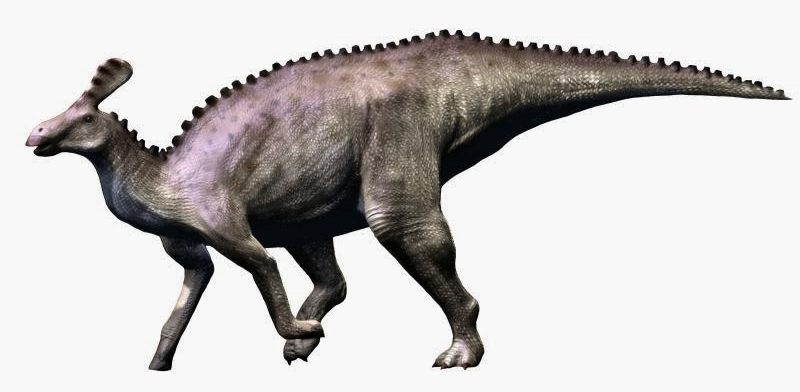
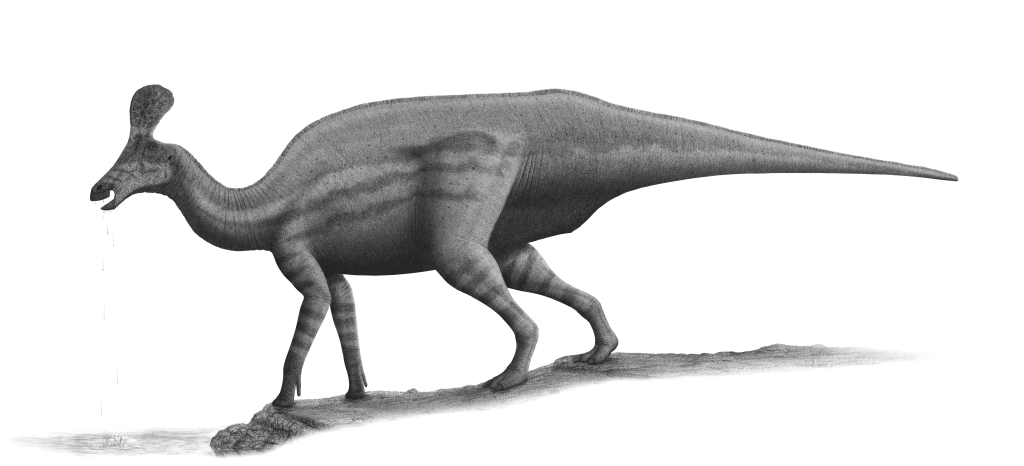
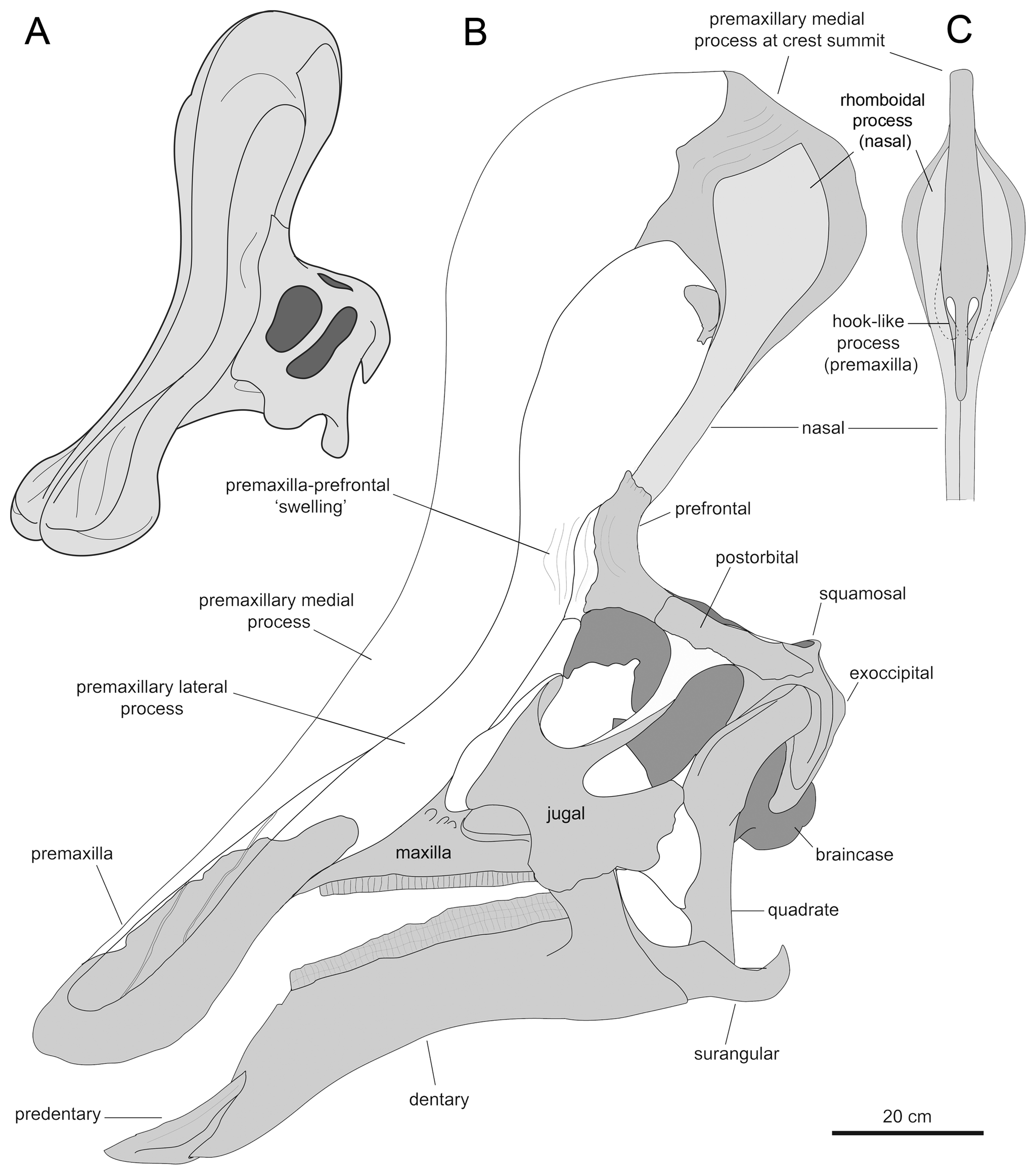